# Billeberga
Billeberga est une localité suédoise située dans la commune de Svalöv en Scanie.
Sa population était de 1 089 habitants en 2019.